# Takamitsu Tomiyama
Takamitsu Tomiyama (født 26. december 1990) er en japansk fodboldspiller, som spiller for den japanske fodboldklub Omiya Ardija.